# Perú en los Juegos Mundiales de Breslavia 2017
Perú fue uno de los 102 países que participaron en los Juegos Mundiales de 2017 celebrados en Breslavia, Polonia.
La delegación de Perú estuvo compuesta por nueve deportistas, 5 mujeres y 4 hombres, que compitieron en 8 disciplinas de 6 deportes distintos.
Los representantes de Perú obtuvieron un total de 2 medallas en esta edición de los Juegos Mundiales, una de oro y una de bronce, con lo cual ocuparon la posición 37 del medallero general.
Fue la primera vez que Perú ganó una medalla de oro en el evento, y con ello fueron uno de los países que lograron la mejor participación de su historia en esta edición.
| Oro | Plata | Bronce |
| --- | ----- | ------ |
| 1   | 0     | 1      |

## Delegación

### Baile deportivo

#### Rock ’n’ Roll
| Duetos                         |       |    |      |   |            |            |            |            |    |
| Santia Hinostroza y Jorge Vera | 22.39 | 13 | 3.32 | 9 | eliminados | eliminados | eliminados | eliminados | 13 |

### Esquí acuático
| Femenil           |         |      |   |      |   |   |
| Natalia Cuglieván | Figuras | 6560 | 4 | 5460 | 5 | 5 |

### Karate
Alexandra Grande se convirtió en la primera peruana en ganar una medalla de oro en la historia de los Juegos Mundiales.
| Atleta           | Categoría     | Combate 1      | Combate 1 | Combate 2        | Combate 2 | Combate 3 | Combate 3 | Semifinal            | Semifinal | Final            | Final     | Posición   |
| Atleta           | Categoría     | Oponente       | Resultado | Oponente         | Resultado | Oponente  | Resultado | Oponente             | Resultado | Oponente         | Resultado | Posición   |
| ---------------- | ------------- | -------------- | --------- | ---------------- | --------- | --------- | --------- | -------------------- | --------- | ---------------- | --------- | ---------- |
| Femenil          |               |                |           |                  |           |           |           |                      |           |                  |           |            |
| Alexandra Grande | Kumite 61 kg. | # Kristina Mah | 2:0       | # Anita Serogina | 0:0       | -         | -         | # Ingrida Suchankova | 5:3       | # Anita Serogina | 0:2       | 01 ! [ 3 ] |

### Muay thai
| Varonil                  |       |                       |       |                      |       |                     |       |            |
| David Gabrielle Mazzetti | 71 kg | # Michalis Manoli     | 30:27 | # Suppachai Muensang | 27:30 | # Pavel Dzialendzik | 29:28 | 03 ! [ 4 ] |
| Femenil                  |       |                       |       |                      |       |                     |       |            |
| Tristana Tola            | 54 kg | # Natalia Leciejewska | 30:27 | # Sofia Olofsson     | 18:20 | # Meltem Bas        | 27:30 | 4          |
| Antje Van der Molen      | 60 kg | # Nina Scheucher      | 30:27 | # Gia Winberg        | 28:29 | # Nili Block        | 27:30 | 4          |

### Remo bajo techo
| Varonil        |                     |            |    |
| Jorge Palacios | 2000 m peso abierto | 6:26,8 min | 13 |

### Squash
| Varonil     |                |     |                  |     |                |     |                   |     |                     |     |   |
| Diego Elías | Alex Eustace # | 3-0 | Nafizwan Adnan # | 3-1 | Tsz Fung Yip # | 3-1 | Gregoire Marche # | 0-3 | Mathieu Castagnet # | 0-3 | 4 |